# Serednie Wodiane
Serednie Wodiane (ukr. Середнє Водяне) – wieś na Ukrainie, w obwodzie zakarpackim, w rejonie tiaczowskim. 
Miejscowość etnicznie rumuńska.
W 2001 liczyła 6689 mieszkańców, spośród których 49 wskazało jako ojczysty język ukraiński, 10 rosyjski, 2 mołdawski, 2 węgierski, 5608 rumuński, 3 polski, 5 niemiecki, a 10 inny.